# Windsor (Colorado)
Windsor és una població dels Estats Units a l'estat de Colorado. Segons el cens del 2000 tenia 9.896 habitants.

## Demografia
Segons el cens del 2000, Windsor tenia 9.896 habitants, 3.563 habitatges, i 2.697 famílies. La densitat de població era de 260,8 habitants per km².
Dels 3.563 habitatges en un 42,7% hi vivien nens de menys de 18 anys, en un 64,2% hi vivien parelles casades, en un 7,9% dones solteres, i en un 24,3% no eren unitats familiars. En el 19,2% dels habitatges hi vivien persones soles el 6,5% de les quals corresponia a persones de 65 anys o més que vivien soles. El nombre mitjà de persones vivint en cada habitatge era de 2,73 i el nombre mitjà de persones que vivien en cada família era de 3,15.
Per edats la població es repartia de la següent manera: un 29,8% tenia menys de 18 anys, un 7,4% entre 18 i 24, un 35,1% entre 25 i 44, un 20% de 45 a 60 i un 7,8% 65 anys o més.
L'edat mediana era de 33 anys. Per cada 100 dones de 18 o més anys hi havia 93,8 homes.
La renda mediana per habitatge era de 54.976 $ i la renda mediana per família de 60.305 $. Els homes tenien una renda mediana de 42.543 $ mentre que les dones 29.280 $. La renda per capita de la població era de 23.957 $. Entorn del 3,9% de les famílies i el 5,6% de la població estaven per davall del llindar de pobresa.

## Poblacions més properes
El següent diagrama mostra les poblacions més properes.